# Resolutie 2360 Veiligheidsraad Verenigde Naties
Resolutie 2360 van de Veiligheidsraad van de Verenigde Naties werd op 21 juni 2017 met unanimiteit aangenomen door de VN-Veiligheidsraad. De resolutie verlengde de sancties tegen gewapende groepen in de Democratische Republiek Congo met een jaar, en breidde deze sancties ook uit naar degenen die de VN-vredesmacht of VN-personeel aanvielen.
De Congolese vertegenwoordiger zei dat de illegale handel in natuurlijke rijkdommen uit Congo niet werd aangepakt. Met die handel financierden de gewapende groeperingen zichzelf. De sancties moesten ook gelden tegen multinationale bedrijven, de doorvoerlanden en de landen van bestemming.
De MONUSCO-vredesmacht moest ook beter onderzoek doen alvorens feiten te rapporteren, zei hij ook. Zo was recent gebleken dat op de plaats van een zogenaamd massagraf enkel een motorfiets was begraven.

## Achtergrond
In 1994 braken in de Democratische Republiek Congo etnische onlusten uit die onder meer werden veroorzaakt door de vluchtelingenstroom uit de buurlanden Rwanda en Burundi. In 1997 beëindigden rebellen de lange dictatuur van Mobutu, en werd Kabila de nieuwe president. In 1998 escaleerde de burgeroorlog toen andere rebellen Kabila probeerden te verjagen. Zij zagen zich gesteund door Rwanda en Oeganda. Toen hij in 2001 omkwam bij een mislukte staatsgreep werd hij opgevolgd door zijn zoon. Onder buitenlandse druk werd afgesproken verkiezingen te houden, die plaatsvonden in 2006 en gewonnen werden door Kabila. Intussen zijn nog steeds rebellen actief in het oosten van Congo en blijft de situatie er gespannen.
In 2003 werd een wapenembargo opgelegd tegen alle gewapende groepen die geen deel uitmaakten van de overheid. Ook werden reisbeperkingen en financiële sancties getroffen tegen diegenen die dit embargo schonden. Daarop werd toegezien door een groep van experts. In maart 2017 waren twee leden van die groep vermoord in het zuiden van Congo. Van die executie was later een video opgedoken. De Congolese vertegenwoordiger zei dat negen verdachten waren opgepakt. Zijn land rekende op de MONUSCO-vredesmacht voor hulp bij het onderzoek.
Intussentijd bleven de gewapende groepen etnisch geweld plegen op de bevolking. Volgens de Congolese kerk waren zowel regeringstroepen als de milities verantwoordelijk voor honderden doden. VN-onderzoeker Zeid Ra'ad al-Hussein stelde dat een aan de regering gelinkte militie ledematen van peuters had afgehakt en zwangere vrouwen neergestoken. De VN had een onderzoek geopend naar deze misdaden, al zou de Congolese justitie de leiding hebben met technische en logistieke steun van de VN.

## Inhoud
De in 2003 ingestelde sancties tegen eenieder die de vrede, stabiliteit en veiligheid in Congo ondermijnde, bestaande uit een wapenembargo, reisverboden en het bevriezen van tegoeden, werden verder verlengd tot 31 juli 2018. Dit waren onder meer de FDLR, de ADF en het Verzetsleger van de Heer. Men besloot dat ook medewerking aan aanvallen op de VN-vredesmacht of VN-personeel hieronder vielen.
Het mandaat van de expertengroep die schendingen van de sancties, de ondersteunende netwerken achter de gewapende groepen, de wapenhandel en mensenrechtenschendingen onderzocht, werd verlengd tot 1 augustus 2018. Vanwege de uitzonderlijke omstandigheden waarin de groep moest werken, kreeg die uitstel tot 15 augustus 2017 voor het indienen van het jaarrapport.
Lijst ·  2337 ·  2338 ·  2339 ·  2340 ·  2341 ·  2342 ·  2343 ·  2344 ·  2345 ·  2346 ·  2347 ·  2348 ·  2349 ·  2350 ·  2351 ·  2352 ·  2353 ·  2354 ·  2355 ·  2356 ·  2357 ·  2358 ·  2359 ·  2360 ·  2361 ·  2362 ·  2363 ·  2364 ·  2365 ·  2366 ·  2367 ·  2368 ·  2369 ·  2370 ·  2371 ·  2372 ·  2373 ·  2374 ·  2375 ·  2376 ·  2377 ·  2378 ·  2379 ·  2380 ·  2381 ·  2382 ·  2383 ·  2384 ·  2385 ·  2386 ·  2387 ·  2388 ·  2389 ·  2390 ·  2391 ·  2392 ·  2393 ·  2394 ·  2395 ·  2396 ·  2397